# Salah Hisu
Salah Hisu (Marruecos, 16 de enero de 1972) es un atleta marroquí, especializado en la prueba de 5000 m, en la que llegó a ser campeón mundial en 1999 y en 10000 m, logró ganar el bronce en Atenas 1997.

## Carrera deportiva
En los JJ: OO. de Atlanta 1996 y en el mundial de Atenas 1997 ganó la medalla de bronce en los 10000 metros, quedando tras el etíope Haile Gebrselassie y el keniano Paul Tergat en las dos ocasiones.
Y en el Mundial de Sevilla 1999 ganó la medalla de oro en los 5000 metros, con un tiempo de 12:58.13 segundos que fue récord de los campeonatos, quedando por delante del keniano Benjamin Limo y el belga Mohammed Mourhit.